# Huile sur cuivre

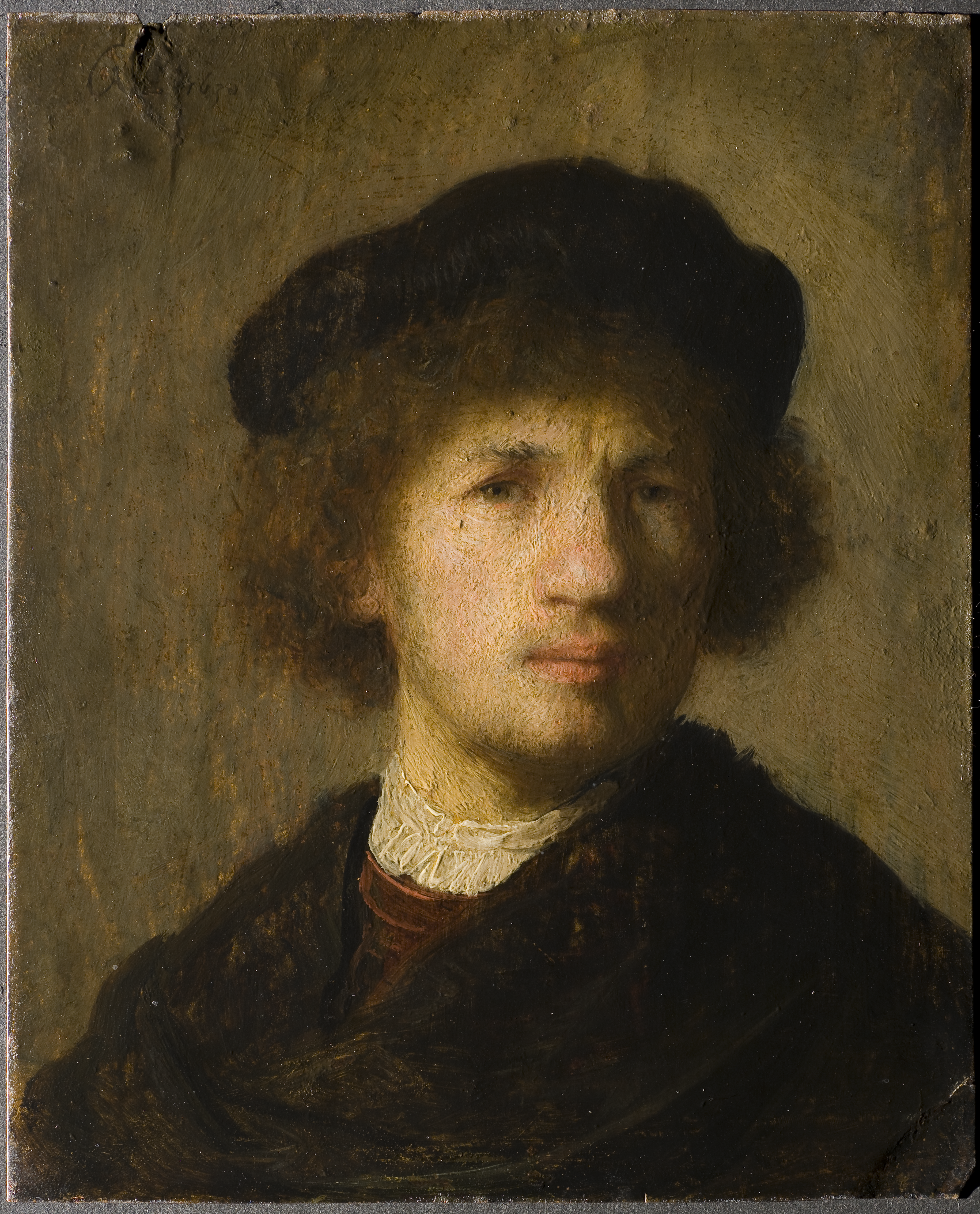
Autoportrait de Rembrandt, 1630. Un exemple de peinture à l'huile sur cuivre.

La peinture à l'huile sur cuivre est le processus de création d'œuvres d'art en utilisant la peinture à l'huile avec cuivre comme support.

## Histoire
Les peintures à l'huile sur cuivre étaient répandues au milieu du XVIe siècle en Italie et en Europe du Nord. L'utilisation du cuivre comme support pour une peinture à l'huile remonte au Moyen Âge. Les maîtres flamands et d'autres artistes dont Jan Breughel l'Ancien, Claude Monet, Le Greco, Guido Reni, Le Guerchin, Rembrandt, Carlo Saraceni, Ambrosius Bosschaert II, Copley Fielding et Claude Joseph Vernet ont peint sur cuivre. Ils appréciaient le cuivre pour sa surface lisse qui permettait des détails fins et pour sa persistance dans le temps. Le cuivre est plus durable que la toile ou le panneau de bois comme support pour la peinture à l'huile, car il ne pourrit pas, ne moisit pas et n'est pas mangé par les insectes. Les peintres contemporains utilisent également le cuivre comme support pour leurs peintures, certaines laissant transparaître le métal ou la patine,,,.

## Processus
Les maîtres anciens préparaient d'abord le cuivre pour la peinture en le frottant avec une fine pierre ponce abrasive. La surface en cuivre a ensuite été traitée avec du jus d'ail, censé améliorer l'adhérence de la peinture. Enfin, une couche de peinture à l'huile blanche ou grise était appliquée comme apprêt. Après séchage, le panneau de cuivre était prêt pour que l'artiste puisse commencer à peindre. Les artistes ultérieurs ont utilisé la patine, dans laquelle le cuivre est oxydé à l'aide de diverses solutions acides, comme faisant partie de l'œuvre d'art elle-même. La patine ou vert-de-gris qui en résulte comprend un assombrissement des tons métalliques, verts et bleus, selon la solution chimique utilisée. La patine se caractérise par des motifs et textures variés qui apparaissent à la surface du métal,,.   

## Quelques peintures à l'huile sur cuivre

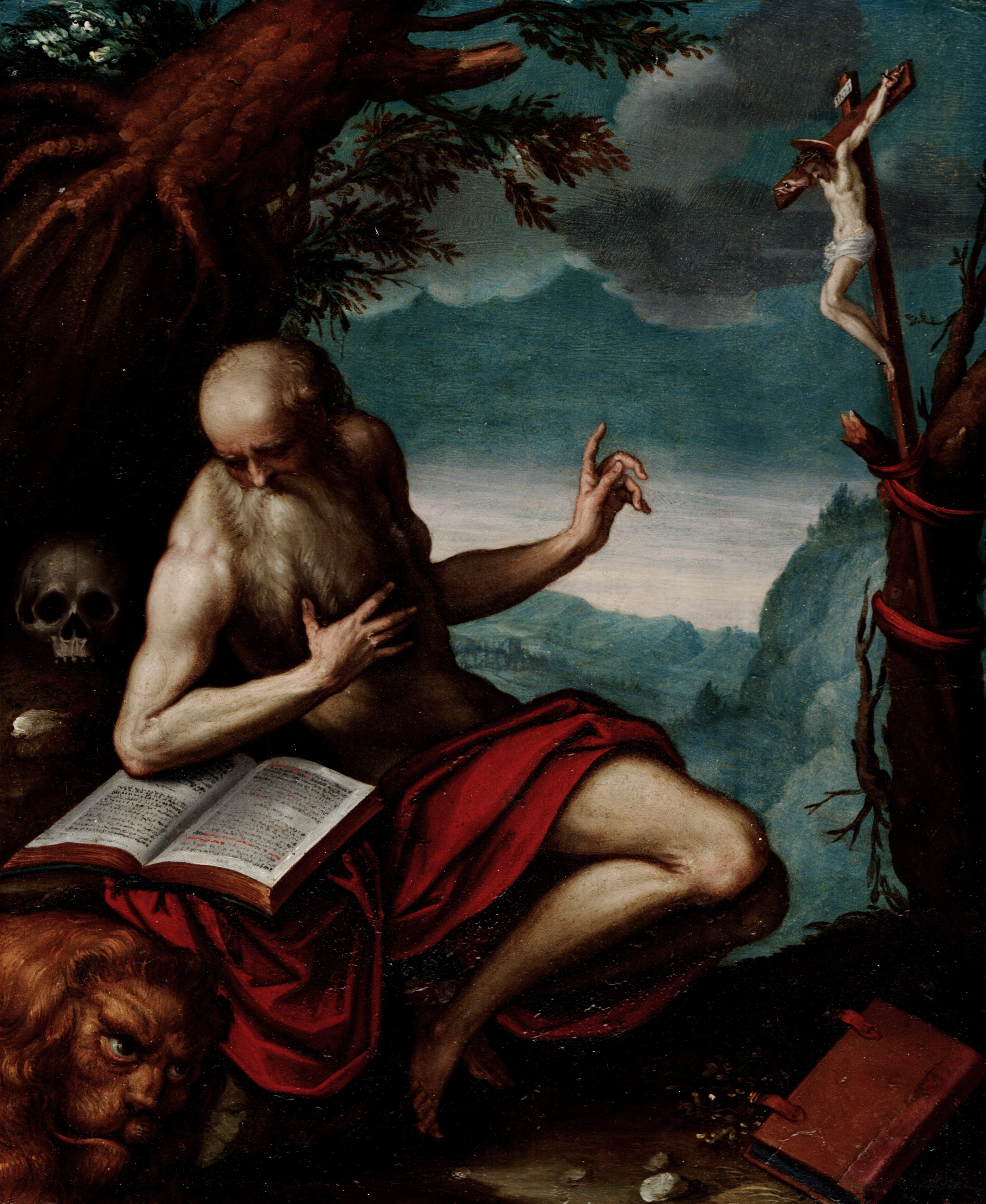
Saint Jérôme.
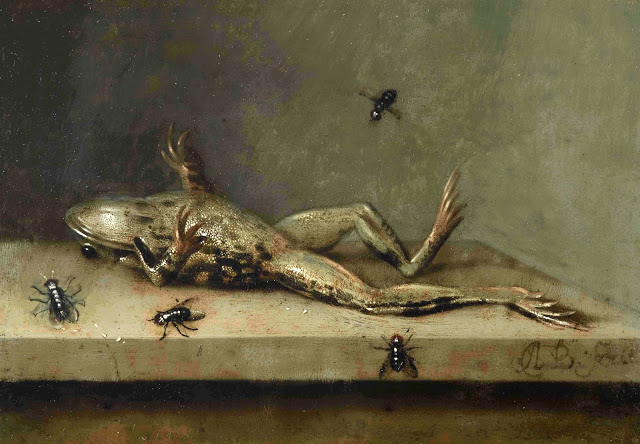
Grenouille morte avec des mouches.
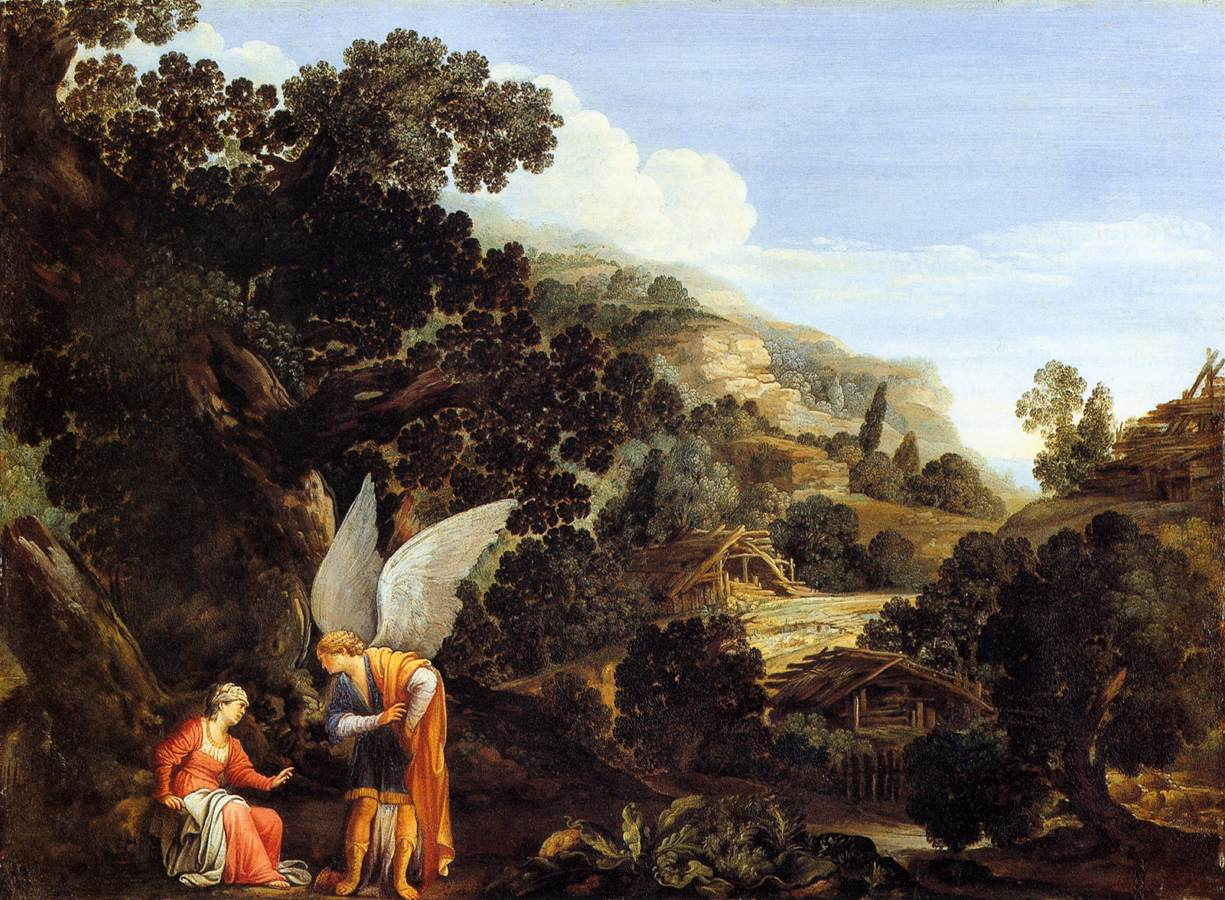
Carlo Saraceni, Un ange apparaissant à la femme de Manoah.
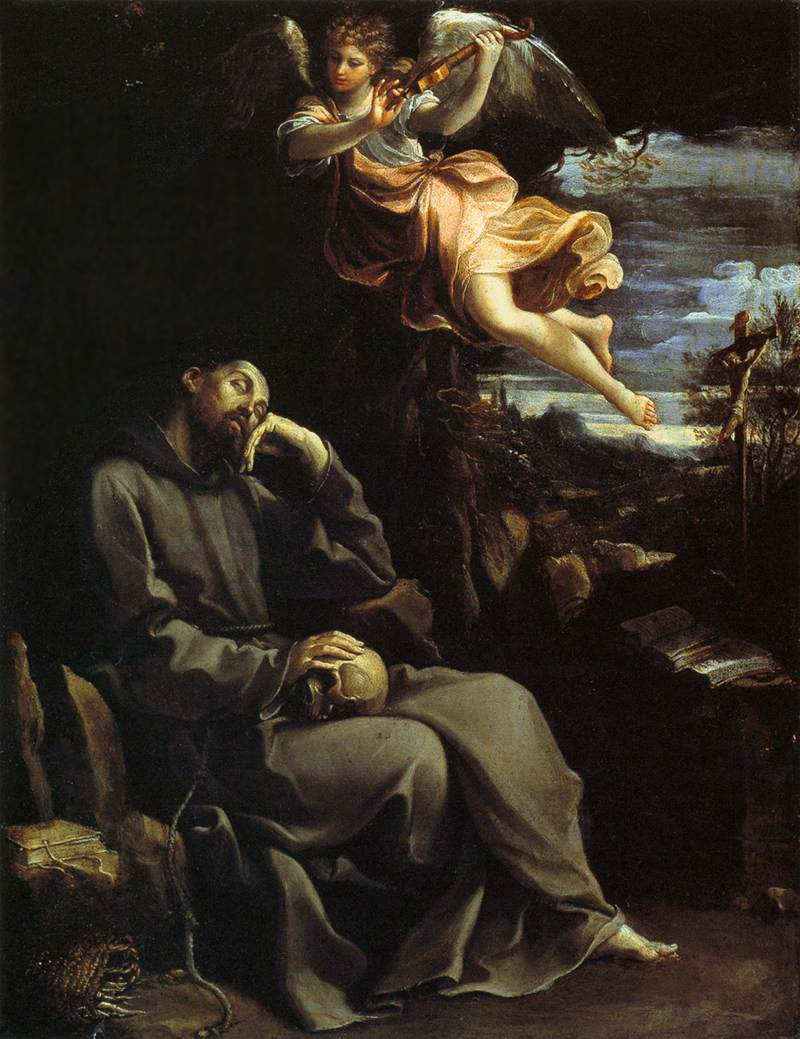
Guido Reni - Saint François consolé par la musique angélique.